# Austrodytes
Austrodytes es un género de escarabajos adéfagos perteneciente a la familia  Dytiscidae.

## Especies
- Austrodytes insularis
- Austrodytes plateni